# Liste de chansons de Gérard Jaffrès
Chansons interprétées par le chanteur Gérard Jaffrès (liste non exhaustive).
- Haut – A
- B
- C
- D
- E
- F
- G
- H
- I
- J
- K
- L
- M
- N
- O
- P
- Q
- R
- S
- T
- U
- V
- W
- X
- Y
- Z

## A
- À l'encre de Chine
- Amérasienne
- Au café du port
- Au creux de ma terre
- Aujourd'hui je reviens

## B
- Belle
- Berceuse pour un petit celte
- Briser tes chaînes
- Bugel Kollet

## C
- Ce garçon là
- Ce vieux blues
- Celle que j'attendais
- C'est l'été chez moi
- C'est pour aller plus vite
- Ceux qui s'aiment pour toujours
- Chanson pour la Marie-Jeanne
- Chanson pour les filles
- Chico n'avait pas peur
- Clair comme de l'eau
- Couleur cheyenne

## D
- Dans tes Highlands
- De la lumière chez elle
- Défie-moi
- Des guitares sonnent
- Des jours meilleurs
- Deusta buan
- Dis-moi si tu m'aimes
- Dix filles à marier
- Droit devant

## E
- Elle chantait "Move over"
- Elle voulait vivre sans amour
- Émile lit les lettres d'Émilie
- Emmenez-moi avec vous
- En piste, en virée
- Entre la pluie et le vent
- Et la musique t'entraine
- Etre ar glao hag an avel

## F
- Fannie des fontaines
- Faut-il toujours dire que l'on aime ?
- Féline
- Feunteun ar c'horriganed
- Fille aux yeux gris

## G
- Guérilla
- Guérillero
- Gwena
- Gwenneg ebet

## I
- Il se sent bien

## J
- J'ai rêvé de Shangaï
- J'ai tout appris dans la rue
- Je crie son nom
- Je l'aime tant
- Je n'ai aimé que toi
- Je regardais passer les stars
- Je sais d'où je viens
- Je t'aime simplement
- Je tourne en rond
- Je veux plus rêver
- J'te retrouve pas
- Julie n'est pas rentrée
- Julien'rock
- J'veux plus rêver

## K
- Kenavo
- Kérichen 72

## L
- La complainte de l'ours
- La fille du marin-pêcheur
- La fontaine des fées
- La groupie du bluesman
- La karrigell
- La locomotive
- La maison de mon père
- La maison sur l'Atlantique
- La maison sur les dunes
- La p'tite gayole
- La route dans le sang
- La route du Rhum
- L'artiste
- Le beau voyage
- Le béret blanc
- Le chauffeur de car
- Le dernier café
- Le dernier jour de l'été
- Le fou de Bassan
- Le groupe de reprise
- Le loup gris
- Le nouvel âge
- Le silence des anciens
- Le vieux loup est mort
- Le vieux Sébastien
- L'enfant déraciné
- Les chouettes vacances
- Les femmes d'aujourd'hui
- Les gens sympathiques
- Les îles lointaines
- Les mots de sable
- Les princes de l'océan
- Les rues de ma ville
- Les sirènes pleurent
- Les sonneurs de Bagad
- Lettre à mon amie

## M
- Ma première chanson
- Madame Gwenn et Madame Du
- Maëline
- Maëllo
- Mariage à l'ancienne
- Mon ami Pierre
- Mon pays t'attend
- Monsieur de Paris
- Morbihan (Mystérieuses landes)

## N
- Nos premières années
- Nos rêves s'en vont

## O
- Océane, la jolie Breizh-îlienne
- On s'aimera longtemps
- Où est passée... la blanche hermine

## P
- Partir
- Pen ar c'hoaz
- Personne
- Petit marin de bois
- Petite fille de mon enfance

## Q
- Quand nos cousins venaient

## R
- Rockabilig

## S
- Si j'avais 20 ans aujourd'hui
- S.O.S
- Soizou
- Sur le pont de Normandie
- Sur les bords de la Vilaine

## T
- Ta différence
- Tonton Jeannôt
- Tout essayé
- Toutes les marées reviennent

## U
- Ulya
- Un vrai bonheur

## V
- Va où le vent t'oubliera
- Viens dans ma maison
- Voler mon amour

## Y
- Youenn le marin